# 에밀리 디킨슨
에밀리 엘리자베스 디킨슨(영어: Emily Elizabeth Dickinson, 1830년 12월 10일~1886년 5월 15일)은 미국의 시인이다.
미국 매사추세츠주의 앰허스트(Amherst)에서 태어났다. 디킨슨은 거의 2000편에 달하는 시를 썼다. 시의 주 소재는 사랑, 죽음, 이별, 영혼, 천국 등이다.
그의 시는 당시의 다른 시들과는 많이 달라 생전에는 대중에게 인정받지 못했고 겨우 4편의 시만이 시집에 쓰였다. 에밀리 디킨슨은 생전에 자신의 재능을 알아본 몇몇 시인과 지식인과 꾸준히 서신으로 시를 주고받았다. 그녀의 천재성이 널리 인정받은 것은 손아래누이 라비니아 노크로스 디킨슨(Lavinia Nocross Dickinson)이 에밀리의 시를 모아 시집을 낸 뒤부터다.
외출을 극도로 자제하고 은거한 시인으로 알려져 있으나, 어릴 때는 매일 들판으로 나가고 동네 아이들을 불러 놀기도 하던 활기찬 성격이었다.
마운트 홀리요크 대학교에 다녔다.
그녀는 시를 쓰다가 쉰다섯 살의 나이로 사망했다.
그녀의 시들은 에런 코플런드, 새뮤얼 바버, 엘리엇 카터, 존 애덤스 등 이름난 작곡가들이 성악곡으로 작곡했다.

## 우리말 번역
- 영어-우리말 대역
  - 강은교 옮김, 《고독은 잴 수 없는 것》, 민음사, 2016년 5월 19일
- 우리말 번역만
  - 박서영 옮김, 《결핍으로 달콤하게(서간집)》, 민음사, 2023년 11월 1일
  - 조애리 옮김, 《에밀리 디킨슨 시 선집》, 을유문화사, 2023년 5월 20일